# José Martínez Queirolo
José Miguel Martínez Queirolo "Pipo" (Guayaquil, 22 de marzo de 1931 - Guayaquil, 8 de octubre de 2008) fue un dramaturgo, narrador y poeta ecuatoriano. Exponente del arte y cultura de Guayaquil, incursionó en la actuación y dirección teatral. Obtuvo por cuatro ocasiones el premio nacional de dramaturgia por sus obras: La casa del qué dirán (1962), Los unos vs. Los otros (1968), La dama meona (1976) y La conquista no ha terminado todavía (1983).

## Biografía
Hijo de Miguel Martínez Salazar y Blanca Queirolo Atella. Parte de su infancia la vivió en Quito.[cita requerida] Realizó sus estudios secundarios en el colegio Aguirre Abad y los superiores en la Universidad de Guayaquil.
Se inició en las letras a los dieciséis años de edad, descubriendo una capacidad singular para el teatro y el género narrativo. Desde su aparición en la escena literaria atrajo la atención por su originalidad. La técnica, la trama argumental, el instrumento expresivo se han amoldado dócilmente a esa condición personal autonómica frente a los yugos de la rutina en este tipo de creaciones.
Durante su carrera como dramaturgo ganó el Premio Eugenio Espejo en el año 2001cuando murió en 2008 en 2010 crearon una escuela en su honor.

## Obras
- La casa del qué dirán.
- Goteras.
- QEPD.
- El poema de Caín.
- Cuestión de vida o muerte.
- La torre de marfil.
- Los unos versus los otros (1968).
- La conquista no ha terminado todavía (1983).
- Puerto lejos del mar.
- Las faltas justificadas.
- El baratillo de la sinceridad.
- Réquiem por la lluvia. (1962)
- Montesco y su señora.
- La balada de la Cárcel de Reading.
- Diloconamor.
- Y el pesebre nació.
- La Esquina.
- La Dama meona. (1976)
- Los vampiros.
- Los Náufragos.
- Los Sánchez

### Adaptaciones
- Un idilio bobo (cuento de Ángel Felicísimo Rojas)
- El guaraguao (cuento de Joaquín Gallegos Lara)
- Chumbote (cuento de José de la Cuadra)[3]

## Homenaje
La Casa de la Cultura Ecuatoriana llamó a su festival anual de teatro "José Martínez Queirolo" en su honor.